# Скрибонія Магна
Скрибонія Магна (лат. Scribonia Magna, 5 —47) — давньоримська матрона часів ранньої Римської імперії.

## Життєпис
Походила з впливового роду Скрибоніїв. Донька Луція Скрібонія Лібона, консула 16 року, праправнука Гнея Помпея Магна. Була одружена з Марком Ліцинієм Крассом Фругі, консулом 27 року, мала від нього чотирьох синів і двох доньок).
У 41 році старший син Скрібонії — Гней Помпей Магн, одружився з Антонією, донькою імператора Клавдія. Але на початку 47 року з ініціативи імператриці Мессаліни він був звинувачений у змові проти Клавдія і страчений. Разом з ним була страчена і Скрибонія, а також її чоловік Красс.

## Родина
Чоловік — Марк Ліциній Красс Фругі
Діти:
- Гней Помпей Магн, квестор 43 року, чоловік Антонії, доньки імператора Клавдія.
- Марк Ліциній Красс Фругі, консул 64 року.
- Ліцинія Магна
- Марк Ліциній Красс Скрибоніан
- Луцій Кальпурній Пізон Фругі Ліциніан, квіндецемвір для зберігання сівілліних книг до 68—69 року.
- Ліцинія